# François Libermann
Pour les articles homonymes, voir Libermann.
François Paul Marie Libermann, né Jacob (Jagel) Libermann le 12 avril 1802 à Saverne en Alsace (France) et mort le 2 février 1852 à Paris, est un juif converti au catholicisme, prêtre du diocèse de Strasbourg et fondateur de deux congrégations religieuses missionnaires pour l'évangélisation de l'Afrique, la Société du Saint-Cœur de Marie et la Congrégation du Saint-Esprit.

## Biographie

### Famille et enfance
Jagel (Jacob) Libermann naît le 12 avril 1802 (22 Germinal de l'an X) à Saverne dans le Bas-Rhin, cinquième enfant d'une famille juive pauvre, avec pour frères et sœur Samson (futur médecin), David (futur tailleur), Hénoch (futur musicien), Falick (Folkel, Félix, futur cordonnier), Nathanaël et Ester. Sa mère est Léa Haller (née à Strasbourg) et son père, Lazare Libermann (né à Lingolsheim), est le rabbin de la communauté juive alsacienne de la ville et l'oncle du grand-rabbin de France Salomon Ulmann,,.
Un décret impérial du 8 avril 1808 avait obligé tous les Juifs de France à prendre des noms patronymiques et des prénoms définitifs. Cette même année, son père Samson Libermann avait pris pour prénom « Lazar(e) » et gardé son nom « Libermann » ; sa mère Hindel Jacob avait choisi s'appeler « Léa Haller ».
Après la mort de sa mère, son père se remarie avec une personne nommée Sara.
Pendant toute son enfance, Jacob est élevé dans la religion juive, son père souhaitant le voir lui, son préféré, succéder dans ses fonctions rabbiniques. À cette époque, il ne parle que le yiddish (un judéo-allemand) et mène une vie vertueuse.
Pour son éducation, il l'envoie à Metz, parfaire sa formation à l'école israélite.

### Conversion
Pendant son séjour, il apprend que son frère aîné, Samson, s'est converti au catholicisme, et a été baptisé le 15 mars 1824 avec son épouse. Il en est profondément ébranlé, d'autant plus qu'il est lui-même assailli de doutes. Outre Samson, ses frères David (futur Marie-Joseph) et Félix (futur) se convertiront au catholicisme grâce à l'ancien rabbin David-Paul Drach (dit « le Chevalier Drach »).
Jacob Libermann se rend alors à Paris, où il découvre la langue française, apprend le latin et le grec, et lit Jean-Jacques Rousseau. Il découvre les œuvres de Charles François Lhomond, particulièrement l'Histoire de la doctrine chrétienne. Il a la révélation de la foi chrétienne, alors qu'il prie dans sa mansarde du Collège Stanislas, le 13 novembre 1826 et il en est bouleversé.
Quelques semaines après, catéchisé par Paul Drach, il est baptisé à 24 ans, le 24 décembre 1826 et choisit alors les prénoms de François, Marie, Paul, du nom de ses parrains, souhaitant alors ardemment devenir prêtre, malgré la malédiction de son père, lourdement déçu dans ses projets, qui prend le deuil de son fils.
À la conversion de Jacob Libermann, son meilleur ami et beau-frère Libmann renonce à devenir rabbin pour se faire instituteur.
Persistant dans sa vocation, François Libermann est admis, en 1827, au séminaire de Saint-Sulpice. Mais là, une nouvelle épreuve l'attend. Atteint d'épilepsie, qui semble s'aggraver au point qu'à la fin de l'année 1829, alors qu'il se prépare au sous-diaconat, il a une grave crise, et comprend qu'il ne serait pas admis à la prêtrise, cette maladie en interdisant l'accès.
Grâce à son excellente influence sur les séminaristes, il est autorisé à rester au séminaire sulpicien d'Issy-les-Moulineaux, où il accomplit différentes tâches : assistant d'économat, accueil des nouveaux, soin spirituel des domestiques... Il y reste six ans, avant d'être envoyé à Rennes, en tant qu'assistant du maître des novices chez les Eudistes où il reste deux ans.

### Sacerdoce et mission

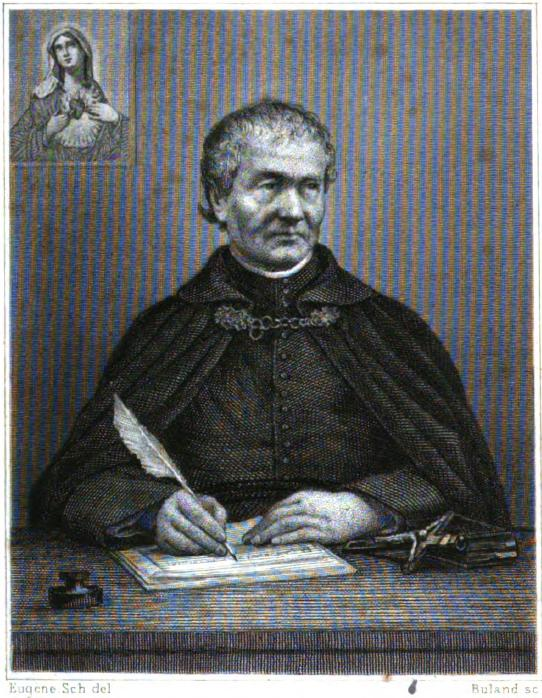
Portrait signé « Eugene Sch del », 1880.

Au séminaire, à partir de 1833, François Libermann rencontra deux jeunes gens, Frédéric Levavasseur et Eugène Tisserant, créoles tous deux, qui réfléchissaient à un projet d'évangélisation des esclaves noirs des anciennes colonies françaises. En février 1839, avait eu lieu une grande campagne de prière à Notre-Dame de Victoire pour l'« Œuvre des Noirs » : il faut une réforme du clergé pour que les Noirs ne soient plus laissés pour compte dans les colonies. Il souhaita alors vivement encourager ce projet d'évangélisation et y participer.
Il fallait d'abord obtenir l'approbation de Rome. En janvier 1840, François y partit, aidé par David-Paul Drach, lui-même Juif converti, bibliothécaire de l'Institution pour la propagation de la Foi. Ils obtinrent une audience auprès du pape Grégoire XVI le 17 février, remirent un mémoire de la Propagande pour le projet de l'Oeuvre des Noirs, le 11 mars, et eurent la réponse le 6 juin. Le projet était accueilli favorablement, à la condition que François reçoive l'ordination sacerdotale.
Il mit alors au point la règle de l'institution du Saint Cœur de Marie, à laquelle il avait déjà longuement réfléchi durant son séjour à Rennes, et entreprit d'autre part des démarches auprès du diocèse de Strasbourg afin de se préparer au sacerdoce. Il entrait le 23 février 1841 au Grand Séminaire de Strasbourg.
Après avoir été ordonné diacre le 10 août 1841, François Libermann fut ordonné prêtre le 18 septembre 1841 à Amiens.
Le projet pouvait alors être mis en place. Le noviciat de La Neuville put ouvrir le 27 septembre 1841.

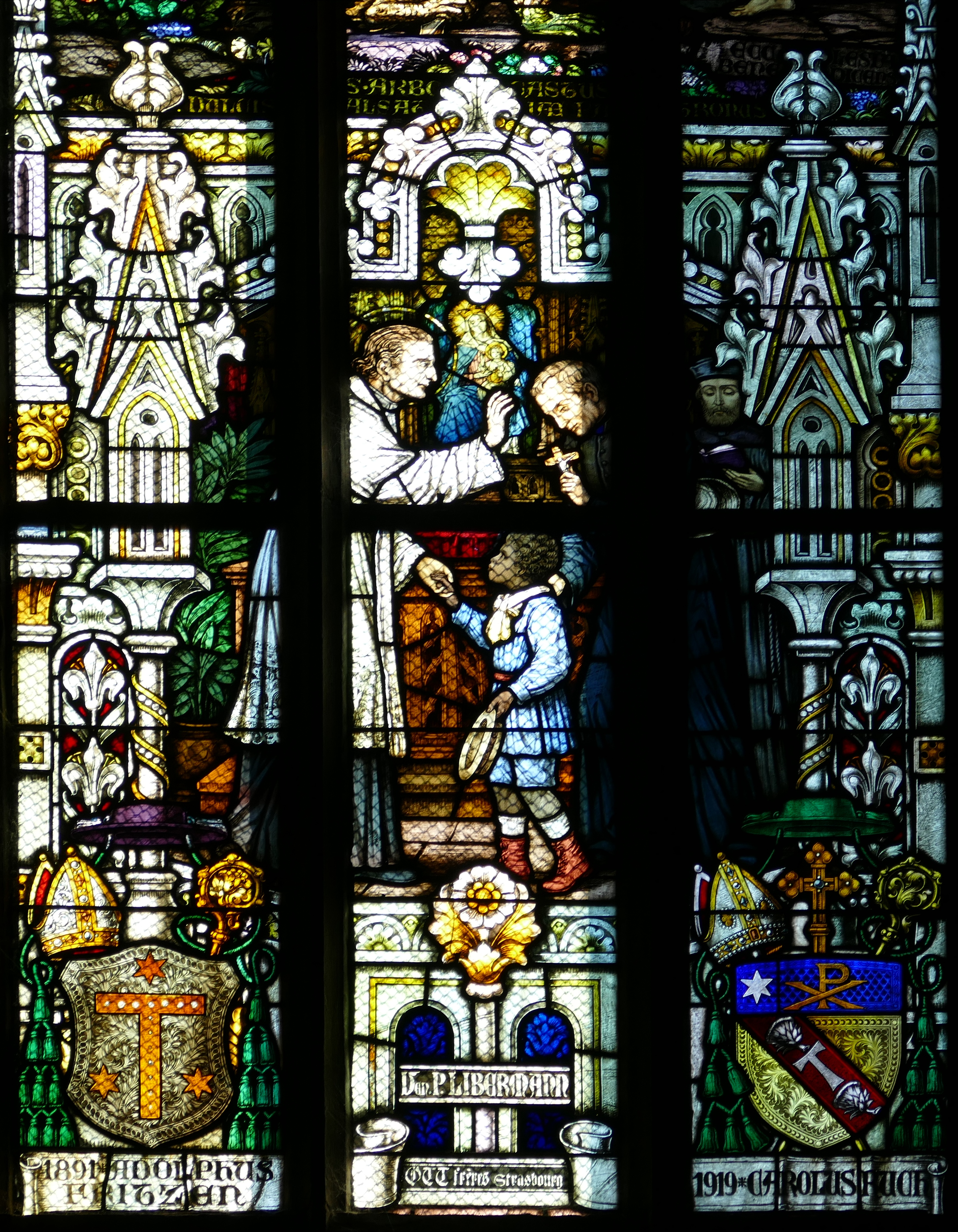
Verrière figurant le père Libermann tenant la main d'un enfant noir, église Notre-Dame-de-la-Nativité, Saverne.

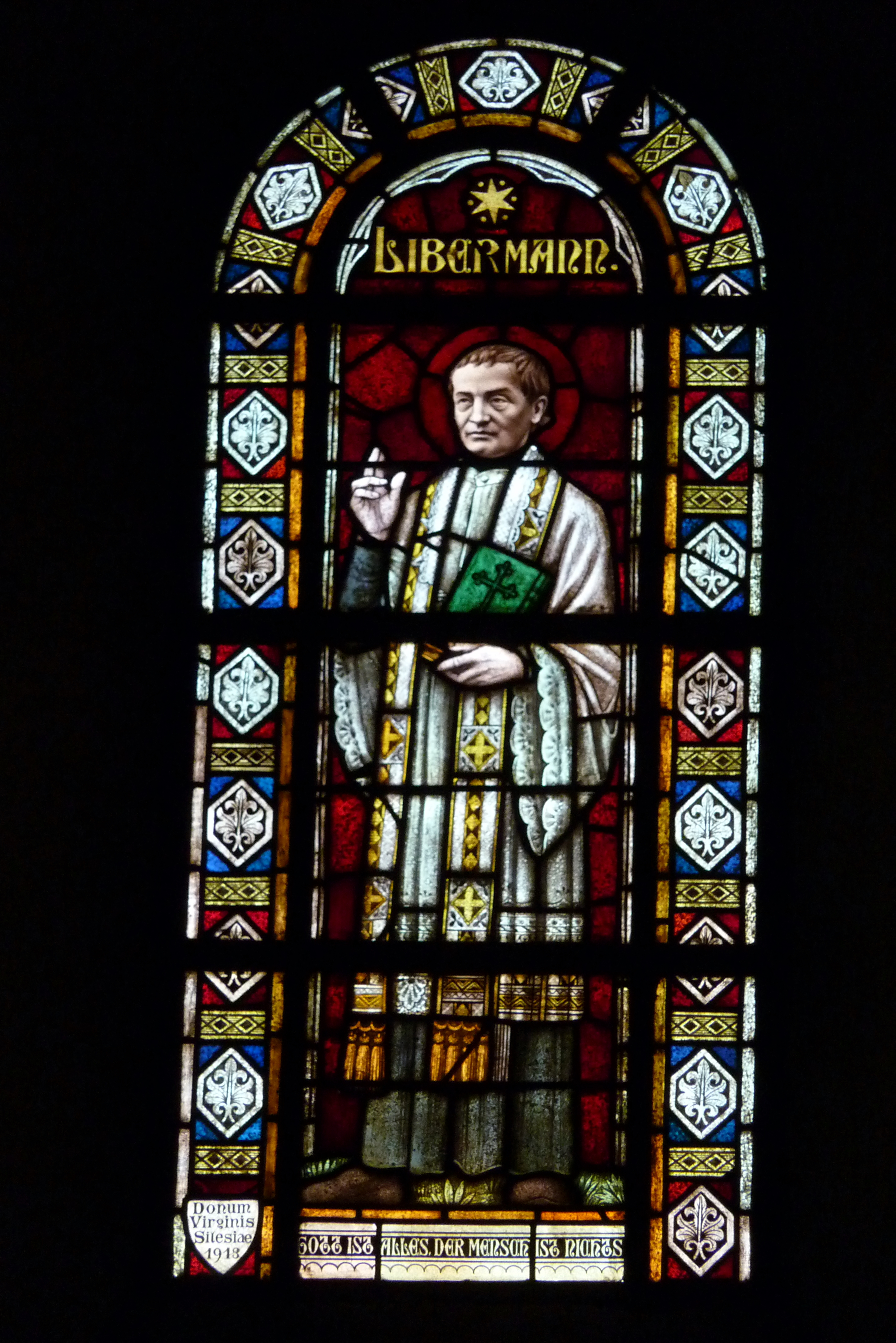
F. Libermann, vitrail, église catholique de Sainte-Marie-Madeleine et Saint-André, Dormagen, Allemagne.

L'année suivante, en mars 1842, le Père Libermann acheta à l'évêché d'Amiens la propriété de la Neuville à laquelle il fit adjoindre deux ailes et une chapelle. Et c'est en 1846 qu'il acquit un immeuble près d'Amiens afin d'y loger le noviciat, qui manquait de place.
Afin de pouvoir loger les étudiants, les philosophes et les théologiens, François Libermann acheta l'abbaye de Notre-Dame du Gard, à Crouy-Saint-Pierre, afin d'y héberger une trentaine de personnes.
Un premier départ de douze missionnaires eut lieu, en direction de l'Afrique, en 1843 ; ce fut un grave échec, plusieurs prêtres moururent avant d'atteindre leur but. Ce sera le « désastre de Guinée ». Mais ce pénible revers n'arrêta pas la vie de la Société qui prit d'importantes mesures pour accompagner les missions suivantes.
François Libermann rédigea en août 1846, un Mémoire sur les missions des Noirs en général et sur celle de la Guinée en particulier qui sera sa charte missionnaire, et la base du travail que lui et ses compagnons entreprenaient, ainsi que le premier plan d'ensemble pour l'évangélisation de l'Afrique noire. En 1850, il écrivit un mémoire concernant les évêchés coloniaux, et les rapports des évêques avec le pouvoir en place. C'est en 1851 qu'il rédigea ses Instructions aux missionnaires, qui sera en quelque sorte son testament spirituel.
Dans ses voyages à travers la France, il voyait que beaucoup de pauvres y étaient aussi abandonnés qu'en pays de mission. Il fit en sorte que la congrégation commençât à s'occuper d'action sociale et religieuse parmi les manœuvres et les employés d'Amiens, de Bordeaux et de Paris.
Dans un souci de meilleure efficacité, il amena aussi ses confrères à accepter que la Société du Saint Cœur de Marie soit intégrée à la Congrégation du Saint-Esprit, qu'il relance en 1848 ; il en sera considéré comme le second fondateur.
Il en fut élu onzième supérieur général, et prit à cœur la fusion des deux instances en conservant les richesses spirituelles de chacune.

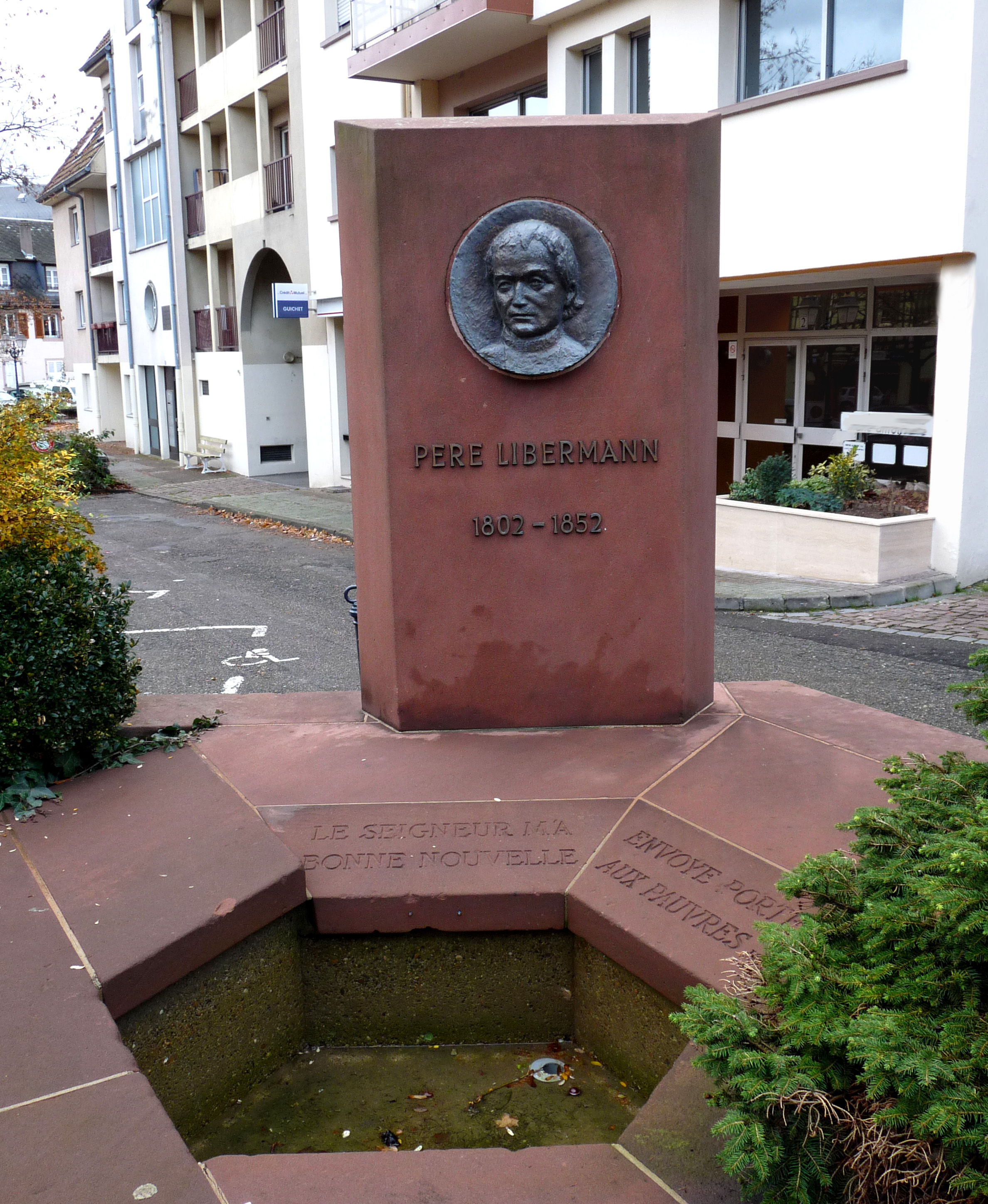
Monument à Saverne, en l'honneur de F. Libermann.

### Fin de vie
Vers la fin de 1851, alors qu'il était à Notre-Dame du Gard, le père Libermann se plaignit d'une intense fatigue, qui l'obligeait à garder la chambre.
De retour à la Maison mère, son frère, le docteur Libermann, vint à son chevet, mais son état était désespéré. Le 27 janvier 1852, il reçut le Viatique, et il mourut entouré de ses frères, le 2 février 1852.
Son corps fut transporté à Notre-Dame du Gard, avant d'être transféré à Chevilly-Larue en 1865. Sa dépouille repose depuis 1967 dans la maison mère de la Congrégation du Saint-Esprit.
Son cœur et sa langue sont conservés à Paris.

## Œuvre

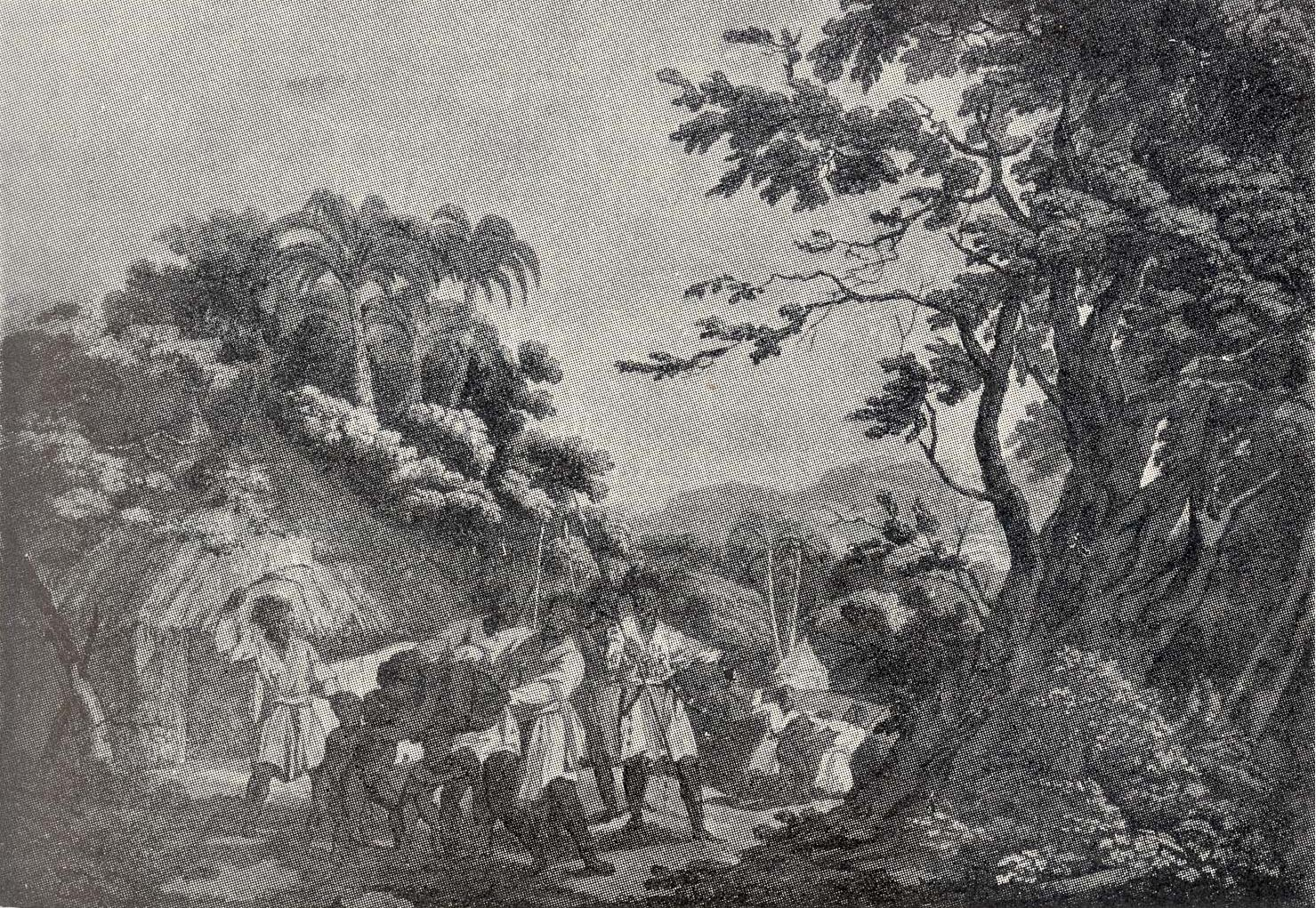
Enlèvement des Noirs, côte de Guinée, 1791.

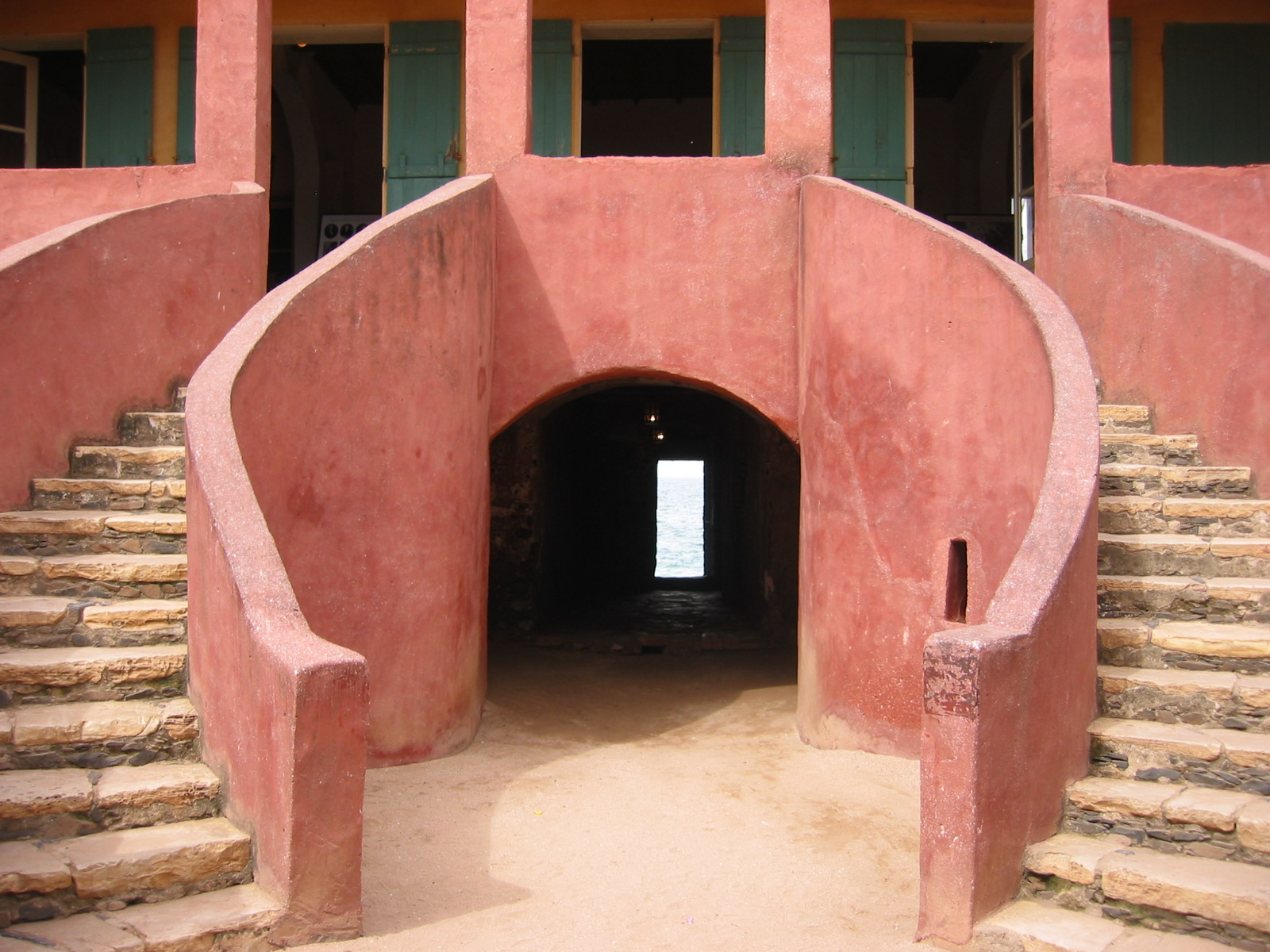
Dakar: Gorée, maison des esclaves.

Décidant de se mettre au service des personnes les plus abandonnées dans l'Église, les prêtres de la Société du Saint cœur de Marie voulaient devenir Nègres parmi les Nègres, vivant quotidiennement ce qu'ils souhaitaient transmettre : « Faites-vous Nègres avec les Nègres pour les former comme ils le doivent être, non à la façon de l’Europe, mais laissez-leur ce qui leur est propre; faites-vous à eux comme des serviteurs doivent se faire à leurs maîtres… » Quand Libermann emploie ce mot, « serviteur », il veut dire aussi esclave.
L'objectif de cette Société missionnaire est d'apporter l’Évangile auprès des Noirs d'Afrique et auprès des esclaves devenus libres dans les Iles de Saint-Domingue (Haïti) et de Bourbon (La Réunion).
De nombreuses missions se succédèrent, à La Réunion avec Le Vavasseur, à l'île Maurice avec Jacques-Désiré Laval, à Haïti avec Tisserant. Il écrit aux cardinaux :
« Nous avons le bonheur de pouvoir d'affirmer à Vos Éminences que les Noirs en général dans tous les pays où nos missionnaires les ont vus, sont d'un naturel bon, doux, sensible et reconnaissant. Les Noirs ne sont pas moins intelligents que les autres peuples. »
Un des buts principaux du père Libermann était de former un clergé indigène, qui pourrait ultérieurement se consacrer à l'évangélisation de leurs frères autochtones et serait d'autant mieux écouté qu'il serait des leurs.
Les centaines de lettres de Libermann qui lui ont survécu sont utilisées fréquemment comme guides dans la vie de dévotion. Il a été un pionnier des stratégies du prosélytisme et est reconnu comme un modèle pour l'activité missionnaire moderne.

## Après sa mort
À la Maison Mère, la chambre qu'il occupait au moment de sa mort est devenue l'Oratoire Libermann, à côté de son bureau qui a été gardé en l'état.
Après plusieurs années de démarche, la maison natale de Libermann, la synagogue (Judenhaus) attenante de sa communauté d'origine et d'autres maisons juives alentour sont acquises à Saverne le 16 octobre 1900, par la Congrégation du Saint-Esprit.

### Vénération
- Le décret d'héroïcité des vertus du serviteur de Dieu, fut publié le 19 juin 1910 par le pape Pie X. Il est déclaré comme étant Vénérable de l'Église catholique.
- Il est fêté le 2 février.
- Au XXe siècle, plusieurs plaques ou monuments en l'honneur du père Libermann sont placés dans sa ville natale de Saverne. La (en) Francis Libermann Catholic High School (en) à Toronto (Canada) et le collège Libermann à Douala (Cameroun) sont nommés en son honneur[11].

## Citations

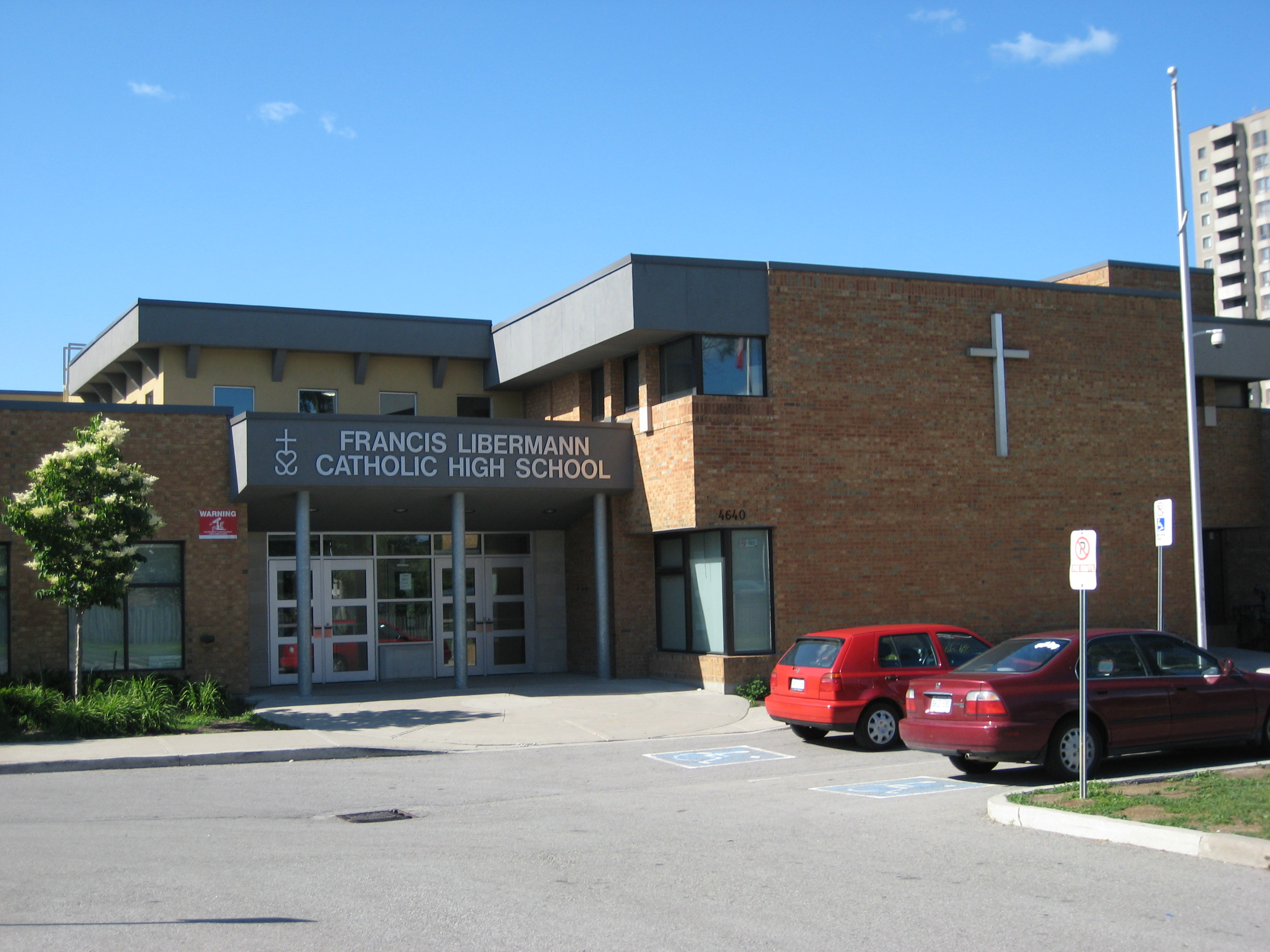
École Francis Libermann Catholic High School, Toronto (Canada)

- École Francis Libermann Catholic High School (en), Toronto (Canada)Lettre du 9 août 1835 :

« Il faut se tenir parfaitement tranquille et s'abandonner entièrement à la sainte conduite de Dieu ; suivre paisiblement et avec un grand amour les vues de Dieu et la grâce de son Esprit. »
- Lettre du 21 juin 1844 :

« Avancez de plus en plus en pureté de cœur, en simplicité dans toute votre conduite, en oubli du monde et de vous-même, en amour de Dieu, en zèle pour votre sanctification et pour celle des autres. Imitez votre saint Patron dans la ferveur de son amour envers Jésus et Marie. »

## Écrits
- Écrits du père Libermann
- Correspondance et lettres : Notes et Documents relatifs à la vie et l'œuvre du Vénérable François-Marie-Paul Libermann, 13 volumes et 3 suppléments, Paris,1936-1959[13],[14].
- Soyez parfaits

« Je pense et suis bien persuadé que pour être parfaits il faut que nous soyons absolument vidés de tout ce qui n'est pas Dieu. Le Saint-Esprit frappe à tout instant à la porte de notre cœur ; nous désirons ardemment qu'il entre, et par ce désir, nous lui ouvrons la porte ; mais comment peut-il y entrer s'il n'y trouve pas de place, s'il trouve ce cœur qui doit tant lui appartenir rempli d'affections ennemis ? Il est donc obligé de rester dehors, et il a la bonté inconcevable d'attendre jusqu'à ce qu'il trouve une petite place et à mesure que nous nous débarrassons de ces misérables affections.
Plus le Saint-Esprit est entré dans notre cœur, plus nous devenons forts pour chasser peu à peu les ennemis de Dieu qui s'en sont emparés. C'est pour cela qu'il est essentiel que nous aidions ce divin Esprit à les mettre dehors, car sans notre ferme volonté, il ne les forcera pas seul.

Il faut donc le prier ardemment et employer tout ce qu'il nous donne de force pour l'aider à accomplir cette œuvre. »
— François Libermann. Cité dans M. Lonsdale, Viens Esprit Saint en nos cœurs, Paris, éd. Philippe Rey, 2019, p. 207.

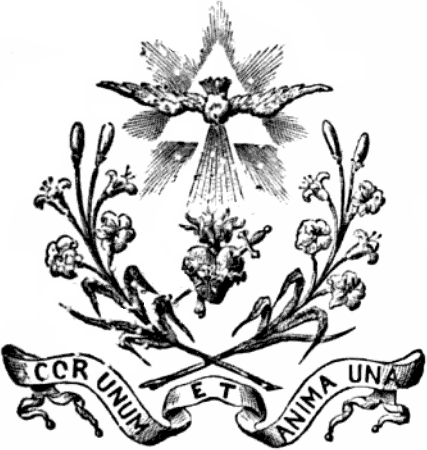
Sceau des Pères du Saint-Esprit, 1903.